# Aonidia laticornis
Aonidia laticornis är en insektsart som beskrevs av Alfred Serge Balachowsky 1949. Aonidia laticornis ingår i släktet Aonidia och familjen pansarsköldlöss.
Artens utbredningsområde är Marocko. Inga underarter finns listade i Catalogue of Life.